# Abancay (distrito)
O Distrito peruano de Abancay é um dos nove distritos que formam a Província de Abancay, situada no Apurímac, pertencente a Região Apurímac, Peru.
Prefeito: Tedy Del Águila Gronerth (2019-2022) 

## Transporte
O distrito de Abancay é servido pela seguinte rodovia:
- PE-3S, que liga o distrito de La Oroya à Ponte Desaguadero (Fronteira Bolívia-Peru) - e a rodovia boliviana Ruta 1 - no distrito de Desaguadero (Região de Puno)
- PE-30A, que liga o distrito de Nazca (Região de Ica) à cidade
- AP-103, que liga a cidade ao distrito de Huanipaca
- PE-3SF, que liga o distrito de Anta (Região de Cusco) à cidade[2][3][4]